# Slammiversary V
Slammiversary V ou Slammiversary 2007 est un pay-per-view de catch organisé par la fédération Total Nonstop Action Wrestling. Il se déroulera le 17 juin 2007 à Nashville dans le Tennessee au Nashville Municipal Auditorium. C'est la troisième édition de Slammiversary. Slammiversary fait partie des trois Pay Per View les plus populaires de la TNA avec Bound for Glory et Lockdown. Ce Pay Per View fêtera le 5e anniversaire de la Total Nonstop Action Wrestling d'où son nom Slammiversary/Anniversary (Anniversaire)

## Contexte

### Catch et divertissement
Les spectacles de la Total Nonstop Action Wrestling en paiement à la séance sont constitués de matchs aux résultats prédéterminés par les scénaristes de la TNA. Ces rencontres sont justifiées par des storylines - une rivalité avec un catcheur, la plupart du temps - ou par des qualifications survenues dans les émissions de la TNA telles que TNA Xplosion et TNA Impact!. Tous les catcheurs possèdent un gimmick, c'est-à-dire qu'ils incarnent un personnage face (gentil), heel (méchant) ou tweener (neutre, apprécié du public), qui évolue au fil des rencontres. Un pay-per-view comme Slammiversary est donc un évènement tournant pour les différentes storylines en cours.

### Historique des Slammiversary
Slammiversary ou TNA Slammiversary est un événement annuel de catch organisé mi-juin ou début juin par la Total Nonstop Action Wrestling (« TNA »). Il s'agit du deuxième plus grand spectacle de catch de l'année à la TNA car il fête entre autres chaque année, l'anniversaire de la TNA. En 2007, lors de l'évènement Slammiversary V, TNA fête ses 5 ans.
Le premier show date du 19 juin 2005, et trois éditions consécutives ont eu lieu depuis cette date, en comptant Slammiversary V, qui a eu lieu le 17 juin 2007. Le spectacle a aussi facilité la déchéance de nombreux catcheurs comme Sting, AJ Styles, Jeff Hardy, Kurt Angle, Christian Cage, Booker T, Samoa Joe, toutes les belles et puissante TNA Knockout et bien d'autres.
Du premier Slammiversary de 2005 à l'édition de 2009, Slammiversary organisait un match nommé le King of the Mountain où, cinq hommes sont présents dans le ring et doivent t'accrocher la ceinture du TNA World Heavyweight Championship en haut du ring à l'aide des échelles (à la différence d'un Ladder match où il faut décrocher la ceinture pour pouvoir obtenir la victoire).

## Matchs de la soirée
| #  | Match | Stipulation                                                      | Durée |
| -- | --- | ---------------------------------------------------------------- | ----- |
| 1  | Rhino et Senshi (avec Hector Guerrero) battent The Latin American Xchange(Homicide et Hernandez) (with Konnan) | tag team match                                                   | 8:25  |
| 2  | Jay Lethal bat Chris Sabin (c)                                                                                 | match simple pour le TNA X Division Championship                 | 8:52  |
| 3  | Frank Wycheck et Jerry Lynn (avec Kyle Vanden Bosch) battent James Storm et Ron Killings (avec Jackie Moore)   | Tag Team match                                                   | 8:52  |
| 4  | Bob Backlund bat Alex Shelley                                                                                  | Singles match                                                    | 3:46  |
| 5  | The Voodoo Kin Mafia (B.G. James et Kip James) battent Basham and Damaja (avec Christy Hemme)                  | Tag Team match                                                   | 2:47  |
| 6  | Eric Young bat Robert Roode (avec Ms. Brooks)                                                                  | match simple                                                     | 9:09  |
| 7  | Team 3D (Brother Ray et Brother Devon) (c) battent Rick Steiner et Road Warrior Animal.                        | Tag Team match pour le TNA World Tag Team Championship           | 6:39  |
| 8  | Sting bat Christopher Daniels                                                                                  | match simple                                                     | 6:33  |
| 9  | Abyss bat Tomko                                                                                                | No Disqualification match                                        | 13:54 |
| 10 | Kurt Angle bat Samoa Joe, A.J. Styles, Christian Cage, et Chris Harris                                         | King of the Mountain match le TNA World Heavyweight Championship | 19:21 |

C'est le premier championnat gagné par Kurt Angle depuis son arrivée à la TNA